# روبرت د. روس
روبرت ديل روس (بالإنجليزية: Robert Dale Russ)‏ (7 مارس 1933 في بورتلاند، أوريغون، الولايات المتحدة - 22 مايو 1997 شاليمار، فلوريدا، الولايات المتحدة) كان فريق أول في القوات الجوية الأمريكية وقائد القيادة الجوية التكتيكية.
شارك في حرب الخليج الثانية.